# Neopop
O Neopop é um festival de música eletrónica que se realiza em Viana do Castelo, junto ao Forte de Santiago da Barra.
Este festival tinha como nome “Anti-pop”, mas a partir de 2006 passou a denominar-se Neopop.
Por este festival já passaram grandes nomes da música eletrónica como, por exemplo:
ø [phase], 2000andone, abdulla rashim, acid symphony orchestra, adam beyer, agoria, alexander kowalski, alex do, alex under, alix perez, andre galluzzi, andrew weatherall, b2b ivan smagghe anja schneider apparat arpiar ata audion auntie flo barem, ben klock, booka shade, Carl Cox, carl craig, carlo lio cobblestonne jazz chris liebing dasha rush deep dish dixon dj harvey dj koze don williams dubfire dvs1 eduardo de la calle ellen allien extrawelt flux pavillion gabriel ananda gaiser gaslamp killer gui boratto guy gerber heartthrob james holden james ruskin jeff mills john digweed jonas kopp joris voorn joseph capriati josh wink julio bashmore junior boys karenn khan kr!z laurent garnier lewis fautzi locodice luciano maceo plex magda mano le tough marc houle marcel dettmann marco carola martin buttrich maya jane coles matthew dear matthew herbert mathew jonson max cooper michael mayer minilogue modeselektor moodymann nina kraviz octave one oscar mulero paco osuna pan-pot par grindvik paul ritch, paul kalkbrenner planetary assault systems aka luke slater reboot recondite live reyjkavik 606 ,richie hawtin, robert hood, rødhåd sasse schwarzmann scuba secluded, seth troxler, sherwood & pinch shifted sleeparchive son kite steevio & suzybee, superpitcher, sven väth, tale of us, the martinez brothers, the persuader, tiefschwarz, tigerskin, tiga tini trentmoller  tripeo  troy pierce underground resistance presents timeline live uner untold vakula, Vitalic, vril wighnomy brothers, zadig.